# Lampropelma violaceopes
Lampropelma violaceopes is een spinnensoort in de taxonomische indeling van de vogelspinnen (Theraphosidae).
Het dier behoort tot het geslacht Lampropelma. De wetenschappelijke naam van de soort werd voor het eerst geldig gepubliceerd in 1924 door Abraham.